# Bass Lake, Quận Sawyer, Wisconsin
Bass Lake là một thị trấn thuộc quận Sawyer, tiểu bang Wisconsin, Hoa Kỳ. Năm 2010, dân số của thị trấn này là 1.397 người.